# Danderesso
Danderesso is een gemeente (commune) in de regio Sikasso in Mali. De gemeente telt 36.500 inwoners (2009).
De gemeente bestaat uit de volgende plaatsen:
- Bakoronidougou
- Bambougou
- Bandiéresso
- Bezanco
- Biramabougou
- Dandérésso
- Finkolo-Zanso
- Kabalé
- Kohéni
- Koumbala
- Lèrasso
- N'Galébougou
- N'Golo-Diassa
- N'Gorodougoudéni
- Nampasso
- Nazanadougou
- Nébadougou
- Niampouna
- Niaradougou
- Niézanso
- Ouarasso
- Oussara
- Pornondiassa
- Pouna
- Touléasso
- Yakebougou
- Zanikampa
- Zantiguila
- Zanto-Ziasso
- Zéréla
- Zoumayéré